# Цервикальный метод

Схематичное отображение метода. 1 — дни менструации, 2 — дни при которых зачатие невозможно, 3 — дни соответствующие разжижению слизи и при попадании сперматозоидов в половые пути возможно зачатие (сперматозоиды в женских половых путях жизнеспособны несколько дней), 4 — дни соответствующие максимальному разжижению слизи, овуляции, наличию способной к оплодотворению яйцеклетки, 5 — матка, 6 — шейка матки

Цервикальный метод (метод Биллинга, метод Биллингса, метод цервикальной слизи) — один из методов естественного планирования семьи. Назван по имени австралийского врача Джона Биллингса (1918—2007). Он заметил, что незадолго до овуляции цервикальная слизь меняет свою консистенцию и поэтому может быть использована для определения дней менструального цикла, при которых возможно зачатие.
Точные данные об эффективности цервикального метода отсутствуют.

## Описание метода

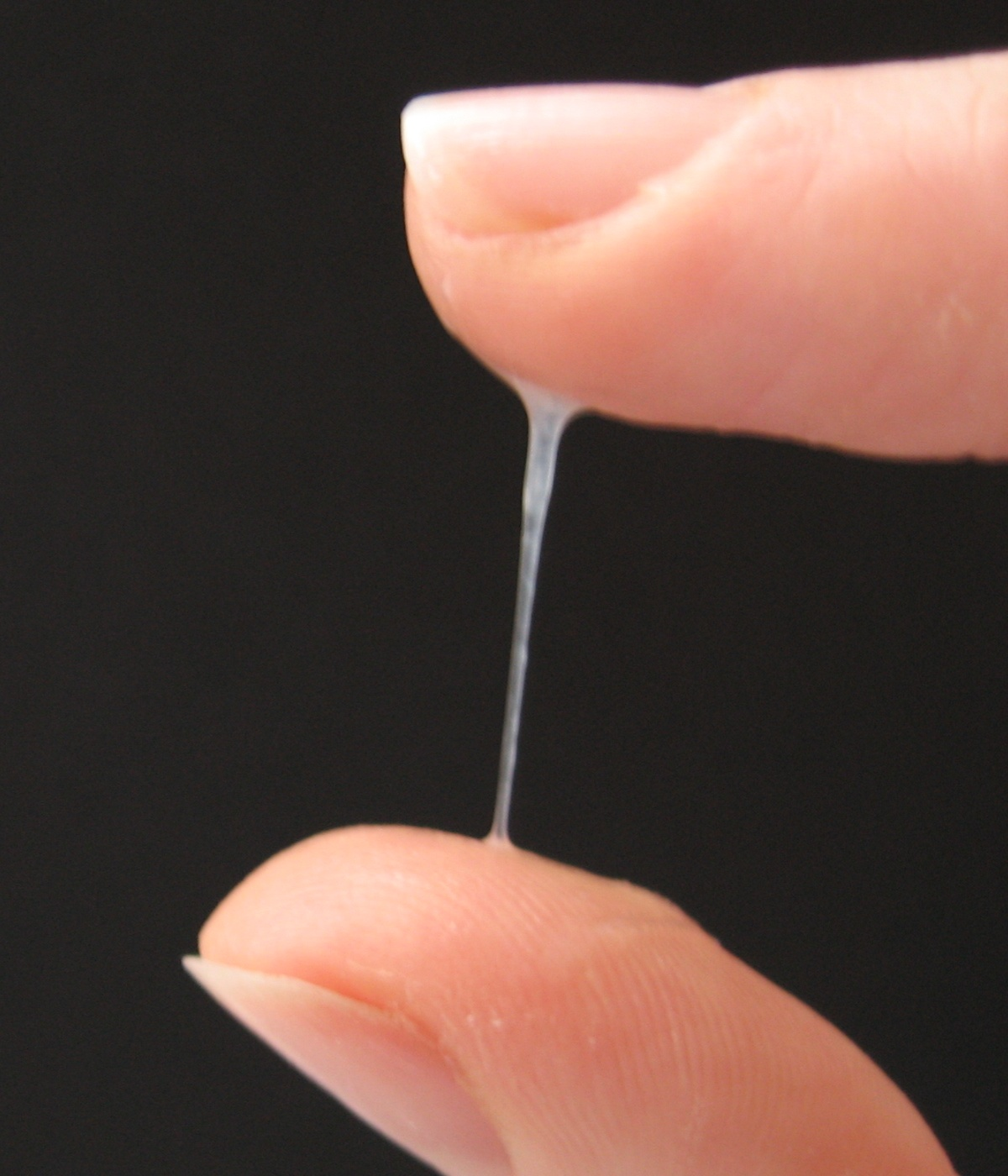
Цервикальная слизь в период овуляции

Начиная с последнего дня менструации проводится наблюдение за консистенцией цервикальной слизи, вносится наблюдение в специальную таблицу. Отмечаются «сухие» дни, когда область влагалища остается на ощупь сухой, «фертильные» — наблюдается любой тип слизи, и «опасные» (или «благоприятные»), когда слизь влажная и тягучая. Последний день из числа «опасных»/«благоприятных» — это «день пик» для возможности забеременеть.
Во время неблагоприятной для зачатия фазы цервикальная слизь густая, возможно комковатая, образует так называемую «пробку», в этом случае выделения почти незаметны и влагалище на ощупь «сухое». Ближе к овуляции выделения становятся более прозрачными и текучими. С этого момента следует воздержаться от половых сношений или же использовать другие методы контрацепции (например, презерватив), если метод Биллинга используется с целью предотвращения нежелательной беременности. В дни, наиболее благоприятные для зачатия, слизь очень «тягучая», её можно легко растянуть между двумя пальцами. По консистенции она напоминает сырой яичный белок. После овуляции выделения снова становятся густыми, а затем и совсем исчезают. Так как структура выделений меняется за несколько дней до и через несколько дней после овуляции, можно вычислить приблизительную дату овуляции. Через 3 дня после «дня пик» и до начала менструации можно не предохраняться.

## Недостатки метода для контрацепции
- Колебания уровня половых гормонов, которые влияют на цервикальную слизь, могут привести к тому, что несколько раз за цикл можно наблюдать тягучую влажную слизь, хотя овуляция не происходит. Таким образом можно ошибочно посчитать, что «день пик» прошёл, и перестать предохраняться раньше времени.
- Этот метод не подходит женщинам с заболеваниями шейки матки или влагалища, так как невозможно точно определить консистенцию слизи.
- «Сухость» влагалища указывает на «безопасные», то есть неблагоприятные для зачатия, дни. Однако многие женщины могут наблюдать выделения во время всего цикла. Для них этот метод контрацепции также не подходит.
- Эффективность цервикального метода в качестве метода контрацепции не высока, индекс Перля примерно равен 15, то есть 15 женщин из 100, предохраняющиеся этим методом на протяжении одного года, забеременели. (Индекс Перля для метода Биллингса при правильном использовании и квалифицированном обучении равен 1—3[3].)

Комбинация цервикального метода с температурным повышает эффективность метода; симптотермальный метод надёжен почти так же, как гормональная контрацепция.